# Karl Deuerling
Karl Deuerling (* 1. Mai 1946) ist ein ehemaliger deutscher Fußballspieler, der in der Bundesliga für den FC Bayern München spielte.

## Karriere
Deuerling wechselte 1967 im Alter von 21 Jahren vom SSV Jahn Regensburg, dem Bayernliga-Meister und Aufsteiger in die Regionalliga Süd zum Bundesligisten FC Bayern München. Sein einziges Bundesligaspiel absolvierte er am 27. April 1968 (31. Spieltag) bei der 2:3-Niederlage im Heimspiel gegen Werder Bremen, als er zur zweiten Halbzeit für Dieter Brenninger eingewechselt wurde. Am Ende der Saison kehrte er zum SSV Jahn Regensburg in die Regionalliga Süd zurück, absolvierte eine Spielzeit und wurde mit der Mannschaft Fünfter in der Meisterschaft. Mit der Auswahlmannschaft des Landesverbandes Bayern gewann er 1968 in Straubing – mit einem 5:0-Sieg über die Auswahl Hamburgs – den Länderpokal der Amateure.